# Timeattack
Timeattack ist ein Motorsport, der auf das Erreichen einer schnellsten Runde abzielt. Es ist eine Form des Automobilsport.
Abhängig von einer im Qualifying gefahrenen Zeit, dürfen Fahrer dabei an einer Hotlap (dem Finale) teilnehmen. Es gibt kein Rennen im klassischen Sinne (Startaufstellung, Abfahren einer Zeit oder Distanz), sondern lediglich ein Fahren gegen die Uhr. Der Hauptunterschied zu anderen gezeiteten Events, z. B. Bergrennen, ist dabei, dass die Events auf Rundstrecken stattfinden und alle Sessions bis auf das Finale im Open Pitlane Modus gefahren werden: Es wird aus der Boxengasse gestartet und während eine Session aktiv ist, kann jederzeit wieder in die Box ein- und auch wieder ausgefahren werden.

## Geschichte
Der genaue Entstehungszeitpunkt ist unklar, vermutlich entstand Timeattack in den 1960er oder 1980er Jahre in Japan, wofür der Tsukuba Circuit die wohl wichtigste Rennstrecke war. Seit den ersten Events besteht damit ein Rahmen, in dem die Wirksamkeit von Motorentuning und Fahrzeugumbauten auf der Rennstrecke getestet werden kann. Aufgrund der engen Verwandtschaft zum Tuning, werden die Events zumeist mit straßenzugelassenen Reifen gefahren.

## Verbreitung
Timeattack hat sich seitdem in verschiedenen Ländern weltweit entwickelt (u. a. Finnland, Großbritannien, Neuseeland, Niederlande, Schweden, USA). Seit 2013 gibt es auch die German Timeattack Masters.
Für die USA werden unter dem irreführenden Namen Global Time Attack Events angeboten, es handelt sich allerdings nur um Rennveranstaltungen in den USA. In Neuseeland wird der Timeattack Modus unter dem Namen New Zealand Superlap Series gefahren. In den meisten Ländern werden die Events im Rahmen einer Meisterschaft ausgetragen.
Einmal jährlich gibt es ein einmaliges Event, die Yokohama World Time Attack Challenge im Sydney Motorsport Park. Dort starten zunehmend auch internationale Teams und messen sich im direkten Vergleich unter identischen Bedingungen: an einem Wochenende wird auf einer Strecke gefahren, wobei die Bereifung (Yokohama Semi-Slicks) der jeweiligen Klassen vorgegeben ist.

## Reglement
Je nach Land gibt es teils sehr unterschiedliche, teils sehr ähnliche Reglements und Klasseneinteilungen der Fahrzeuge.
Ein wiederkehrendes Einteilungsmerkmal ist dabei die Unterteilung nach aerodynamischen Umbauten, die je nach Klasse seriennah oder sehr extrem ausfallen können. So ist es nicht unüblich, dass günstige Straßenfahrzeuge so modifiziert werden, dass sie mit Rundenzeiten von GT3 Werksfahrzeugen mithalten können. Weitere Einteilungsmerkmale erfolgen nach nationalen Reglements der jeweiligen Serien, wobei das Credo „Erlaubt ist was nicht explizit verboten ist“ gilt. Die German Timeattack Masters und ihr niederländisches Pendant (Dutch Timeattack Masters) haben z. B. ein untereinander abgestimmtes, sehr ähnliches Reglement, da sie mindestens einmal pro Jahr ein gemeinsames Event auf dem TT Circuit Assen bestreiten.
In manchen Timeattack Serien ist es üblich, dass Vorjahressieger einer Klasse automatisch in die nächsthöhere aufsteigen. Dies wird jedoch kritisch gesehen: zum einen werden damit zu schnelle Fahrzeuge aus einer Klasse „verbannt“, zum anderen sind diese in der nächsthöheren Klasse mitunter nicht konkurrenzfähig.

## Ablauf
Je nach Land und Reglement gibt es unterschiedlich Abläufe, gemein sind jedoch, dass es ein Qualifying gibt, welches für das Finale, die Hotlap, qualifiziert. Im Finale gilt es dann, innerhalb einer Runde die Bestzeit zu fahren. Das Resultat dieser Runde bestimmt dann die Platzierung auf dem Gesamtevent.